# Mesyatsia o-notata
Mesyatsia o-notata är en bäcksländeart som först beskrevs av Okamoto 1922.  Mesyatsia o-notata ingår i släktet Mesyatsia och familjen vingbandbäcksländor. Inga underarter finns listade i Catalogue of Life.